# Utzenfeld
Utzenfeld est une commune allemande en Bade-Wurtemberg, située dans le district de Fribourg-en-Brisgau.